# Patellapis punctifrons
Patellapis punctifrons är en biart som först beskrevs av Gregory B. Pauly 1984.  Patellapis punctifrons ingår i släktet Patellapis och familjen vägbin. Inga underarter finns listade i Catalogue of Life.